# 都城嘉慕威曼都城騎士

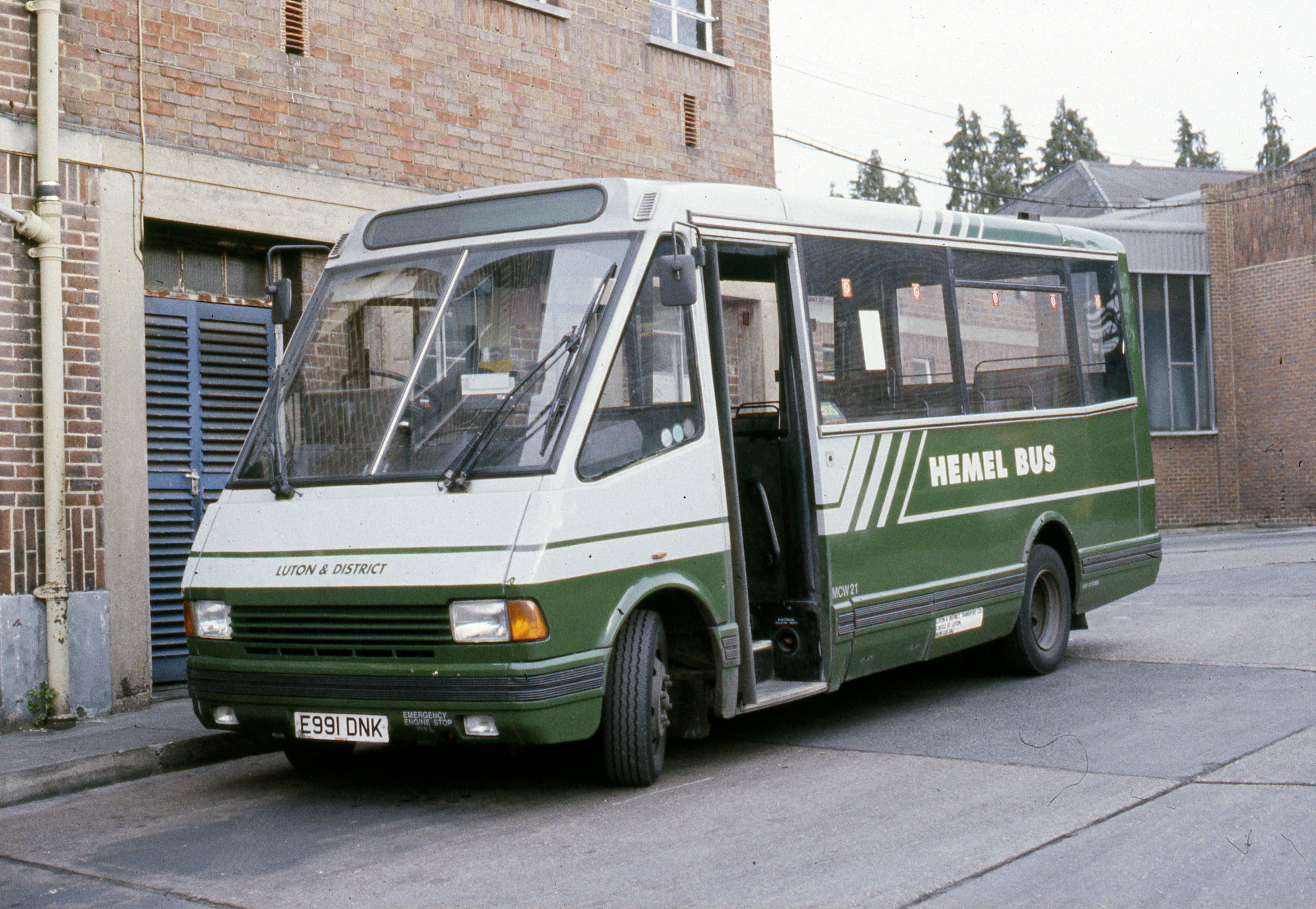
一輛都城嘉慕威曼都城騎士，位於英國赫默爾亨普斯特德

都城嘉慕威曼都城騎士（MCW Metrorider）是一款由都城嘉慕威曼（Metro-Cammell Weymann，縮寫為MCW）於1986年研製的前置引擎小型單層巴士，主要針對英國本土市場使用，以合理售價，簡易維修的優點而廣受當地業界歡迎。
都城嘉慕威曼曾經在1988年7月至11月把4部長陣版樣板車送到香港（除中巴的CM2外，其餘3部在新車投入服務時已裝有Nippon Denso空調系統，CM2則後來加裝三菱空調系統），但中巴的CM1和CM2只試用了7年便退役，1996年被拆卸；而九巴的AMR1和AMR2（原編號MR1及MR2）更只試用了5年，AMR1被必達巴士購入，輾轉售往英國並重新登記車牌F737KGJ，AMR2則被首先運到廣西服務，隨後轉到廣州三汽公司使用，車牌為粵A33270。AMR2在加入九巴前曾於新加坡作樣辦車之用。

## 設計
Metrorider分有短陣及長陣版，前者可載25人，後者可載33人。短陣版當年售價為£26,000（英鎊）。
Metrorider不像其他一人控制巴士般把引擎放置在頭軸前，而是把引擎放置在頭軸上，就如半駕駛艙設計的巴士一般，令它的車身頭幅設計成一個大幅度傾斜的平面，巧妙地令車廂內部空間更覺完整，亦令駕駛視線較為廣闊。
Metrorider的車身-底盤整合設計亦不像同廠Metrobus可讓買家自由選擇車身供應商。

## 巴士規格
- 車身全長：短陣版7.04m；長陣版8.40m
- 車身全闊：2.376m
- 車身全高：2.812m
- 軸距：短陣版4.15m；長陣版4.75m
- 引擎：Perkins Phaser 110T（直列4氣缸，柴油）或 康明斯6BT（直列6氣缸，柴油）
- 引擎馬力：110T－106 bhp 或 6BT－130 bhp
- 波箱：艾力生（Allison）AT545 四前速全自動變速 或 ZF S5-35 五前速手動變速
- 極速：約 60 英里每小時
- 驅動方式：後軸驅動
- 懸掛系統：葉片彈簧
- 制動系統：短陣版 鼓式；長陣版 碟式
- 空調系統(非標準裝備)：Nippon Denso
- 車身：都城嘉慕威曼

## 後繼者
都城嘉慕威曼於1989年結業後將Metrorider的設計及生產權售予Optare。Optare為Metrorider作出少量改動，隨即以Optare MetroRider的名義重新推出市場，亦廣受當地業界歡迎。